# Neolophonotus sanchorus
Neolophonotus sanchorus là một loài ruồi trong họ Asilidae. Neolophonotus sanchorus được Londt miêu tả năm 1987. Loài này phân bố ở vùng nhiệt đới châu Phi.